# CR&S
CR&S è stata una azienda italiana con sede a Milano che costruiva motociclette in piccolissima serie, nata dalla passione di alcuni abili artigiani. CR&S sta per Café Racers & Superbikes.

## Storia
Produceva due modelli, personalizzabili in ogni suo componente a piacere del cliente, ispirato alle moto semplici di una volta. Il primo modello si chiama "Vun" (da vün, ovvero uno in dialetto milanese), denominazione che fa riferimento all'unicità di tale moto ed al motore Rotax monocilindrico installato. Grazie alla sua leggerezza ed alla semplicità di guida offerta dal suddetto motore, la "Vun" si rivela essere un mezzo estremamente facile, divertente ed efficace su strada, senza disdegnare onorevoli prestazioni su pista.
L'altro modello si chiama "Duu" che significa due, sempre in dialetto milanese. Quest'ultimo si divide in due versioni cioè quella monoposto ("deperlù", cioè "da solo") e quella biposto ("conlatusa", cioè "con la ragazza"). Si tratta di una bicilindrica equipaggiata con il motore S&S X-Wedge ed è stata presentata a Milano nel 2009. Il progetto è frutto di Roberto Crepaldi ed il suo design opera di Donato Cannatello.

## Attività agonistica
Nel 2025 il marchio viene riutilizzato nel Campionato Italiano Velocità. Un unico prototipo CR&S viene schierato nella classe Moto3 della competizione nazionale con cui il pilota Elia Bartolini va a podio all'esordio.

## Galleria d'immagini

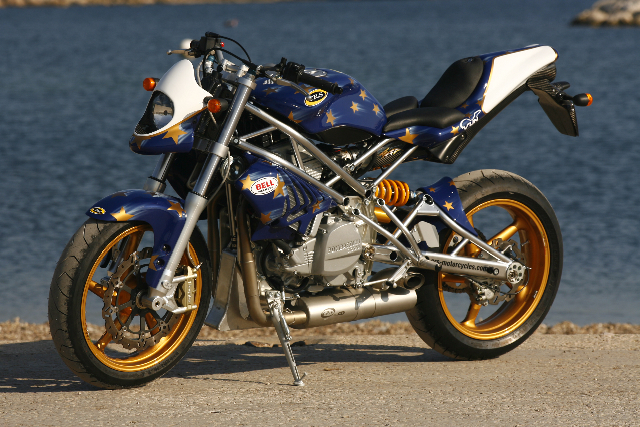
CR&S Vun
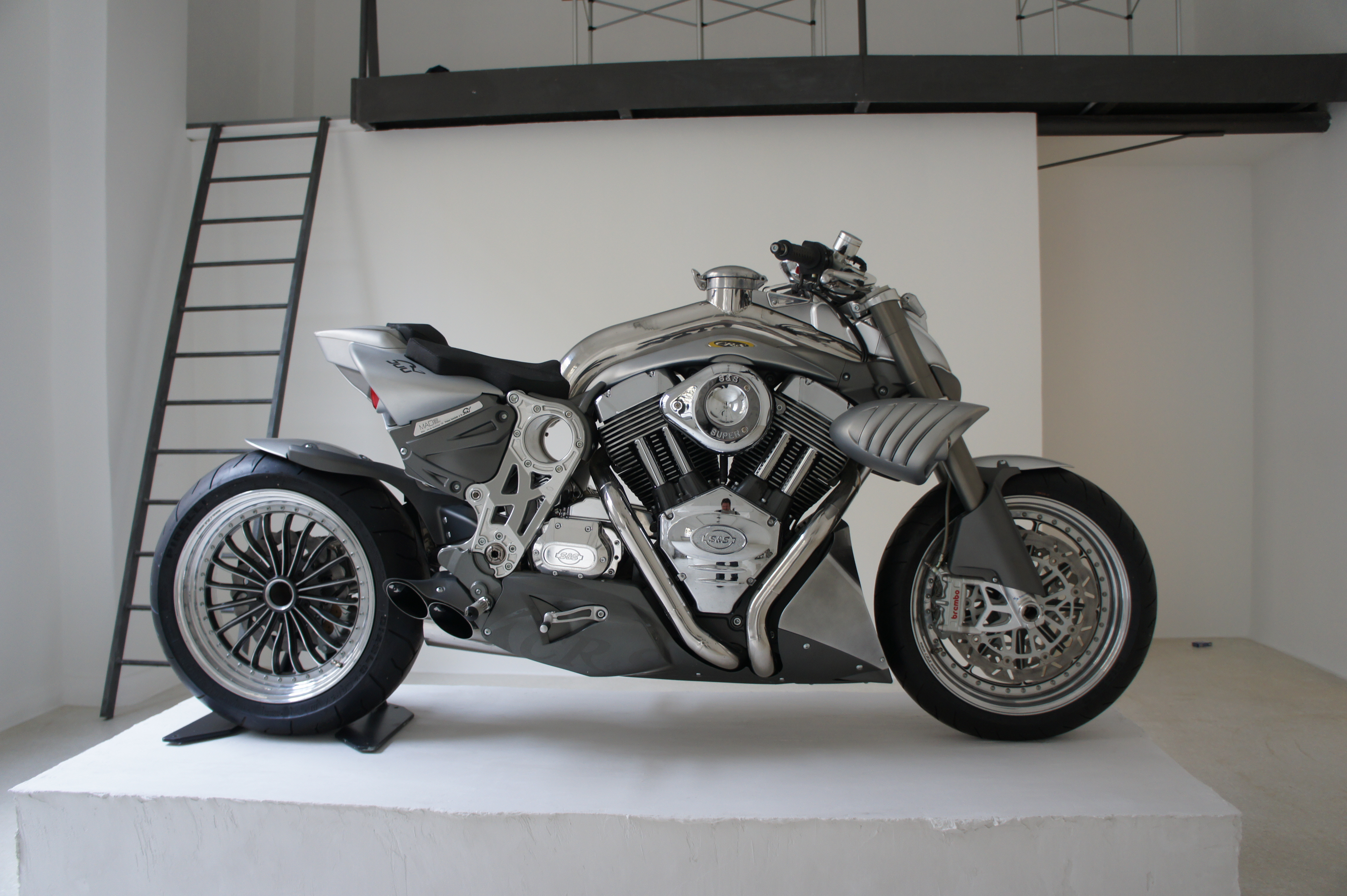
CR&S DUU